# 哈納 (夏威夷州)
哈納（英語：Hana）是位於美國夏威夷州茂宜縣的一個人口普查指定地區。

## 地理
哈納的座標為20°46′12″N 155°59′39″W / 20.77000°N 155.99417°W，而該地最高點為海拔高度39米（即128英尺）。

## 人口
根據2010年美國人口普查的數據，哈納的面積為30.30平方千米，當中陸地面積為27.30平方千米，而水域面積為3.00平方千米。當地共有人口1235人，而人口密度為每平方千米40.76人。